# Rejon błagowieszczeński (Baszkiria)
Rejon błagoweszczeński (ros. Благовещенский район) - jeden z 54 rejonów w Baszkirii. Stolicą regionu jest Błagowieszczeńsk.
100% populacji stanowi ludność wiejska, ponieważ w regionie nie ma żadnego miasta.